# Loureedia phoenixi
Loureedia phoenixi — вид павуків з родини ерезід (Eresidae). Описаний у 2020 році.

## Назва
Вид названо на честь американського актора, продюсера та зоозахисника Хоакіна Фенікса, в знак визнання за його виконання ролі головного героя у фільмі 2019 року «Джокер» та як посилання на черевний малюнок самців павука, який нагадує знаменитий макіяж обличчя цього персонажа.

## Поширення
Ендемік Ірану. Поширений в провінції Альборз.

## Опис
Дрібні барвисті павуки. Довжина самців близько 8 мм; довжина карапакса 5,25 мм (ширина 4,0 мм). Хеліцери великі. Ноги товсті. Карапакс, стернум, лабіум, хеліцери і максілли темно-коричневі з відтінками червоного. Карапакс в основному покритий довгими чорними щетинками і розсіяними короткими білими щетинками, з локалізованими плямами коротких червоних щетинок в основному на грудній половині або в центрі головної частини. Ноги покриті тонкими чорними волосками, з виразними ділянками білих волосків на стиках всіх сегментів, які рідко з'єднуються один з одним, утворюючи виразні білі кільця. Черевце з компактною поздовжньою серединною червоною смугою з бічними виступами з компактними білими плямами на їхніх виступах. Активні в жовтні і листопаді.